# Kapnar
Kapnar (Argyrozona argyrozona) – gatunek ryby zaliczanej do rodziny prażmowatych, jedyny przedstawiciel rodzaju Argyrozona Smith, 1938. 

## Zasięg występowania
Zachodnia część Oceanu Indyjskiego. 

## Opis
Ciało lekko wydłużone, bocznie ścieśnione. Duży otwór gębowy. 
Osiąga długość do 90 cm i masę do 3,5 kg. 

## Znaczenie gospodarcze
Poławiana gospodarczo i w wędkarstwie.